# چاسیو یار
شهر چاسیو یار (به روسی: Часов Яр) در استان دونتسک در کشور اوکراین واقع شده‌است. جمعیت این شهر ۱۶٬۶۱۲ نفر  است.